# Термик

Схема термического потока

Термик (термический поток) — масса поднимающегося воздуха, которая может перемешиваться с окружающим воздухом. Планеристы назвали термиками потоки теплого воздуха от нагретого солнцем грунта, в которых они могли парить.
Двухатомные газы диатермичны (прозрачны), но пары воды достаточно сильно поглощают излучение Солнца, кроме того плотность паров воды в полтора раза ниже плотности воздуха, так что термик может быть холоднее окружающего воздуха.
Структура термиков (тор) хорошо видна на экранах радиолокаторов, что подтверждает наличие в термике многоатомных газов (паров воды). В отличие от окружающего воздуха (диатермичного), термик интенсивно поглощает солнечное излучение. Поэтому термики часто возникают над пашней, испаряющей влагу.
Первоначально термик представляет собой компактный объём теплого (влажного) воздуха, но постепенно образуется тороидальный вихрь. Перед фронтом термика образуется турбулентное течение, и окружающий воздух смешивается с фронтом термика. Ядро термика представляет собой вращающийся тор, причём это вихревое кольцо все время перекатывается относительно окружающего воздуха. За время, пока термик поднимается на высоту, равную примерно полутора его диаметрам, он выворачивается наизнанку, то есть каждая его часть проходит через зону смешения и оказывается разбавленной. В верхней части термика вблизи его передней границы течение очень нестабильно. В то же время каждый горизонтальный слой воздуха, сквозь который проникает термик, огибает и вовлекается в него.
Первые пилоты-планеристы представляли термики в виде поднимающейся воздушной массы более или менее сферической формы. Считалось, что если попасть в термик вблизи его вершины, то можно набирать высоту до тех пор, пока планер не опустится до нижней границы термика. Опыт показал, что при первом вхождении в термик обнаружение его центральной части с наибольшей скоростью не составляет большого труда, а турбулентность ощущалась только тогда, когда было трудно найти центр термика. Однако впоследствии представление о термике, как об образовании, имеющем сильный восходящий поток у вершины и турбулентный след снизу, было поставлено под сомнение. На чемпионатах по планерному спорту новички стали просто следить за полетом асов и начинали круговые маневры под ними, когда те находили восходящий поток. Асы скоро утрачивали своё преимущество и оказывались окруженными новичками, не имея возможности оторваться. Тогда возникло представление, что термики образуются сериями и поднимаются один за другим, так что новички, находясь ниже, попадали на вершину термика той же серии. Теперь объяснения планеристов того времени причин прекращения подъёма в термике выглядят просто забавными: они были убеждены, что вывалились из термика через его дно, а на самом деле поднялись сквозь термик в центральной его части, имеющей скорость в 2,2 раза больше, чем сам термик и достигли его верхней турбулентной зоны.
В 1958 году капитан Н. Гудхарт установил, что в зоне, где проявляется действие вовлекаемых в термик воздушных потоков, планеристы эффективно используют для парения как вертикальный, так и горизонтальный потоки. Верхнюю турбулентную зону термика, где происходит растекание воздушных потоков, планерист должен рассматривать как зону нисходящих потоков, опустившись в которых он вновь обнаружит мощную восходящую струю.
Отсюда следует, что планеристу легче обнаружить термик, подлетая к нему снизу. Термики используются для парящих полетов птицами, преимущественно крупными, которые не в состоянии продолжительно выполнять машущий полет, и даже такими мелкими насекомыми, как тли.
Ночью из-за радиационного охлаждения поверхности термики отсутствуют.

## Происхождение термиков
Солнечные лучи нагревают поверхность Земли, поверхность Земли нагревает приземный слой воздуха или испаряет влагу, менее плотный воздух поднимается вверх, на место него притекает холодный воздух, и все повторяется. Но поверхность Земли неоднородна и нагревается она по-разному, соответственно и воздух нагревается по-разному — где-то сильнее, где-то слабее. Более прогретый или влажный воздух быстрее поднимается вверх и образует область восходящего потока.
Утром, когда первые лучи солнца нагрели участок поверхности Земли с большей поглощающей способностью, например скалу в поле, вокруг него начинает нагреваться слой воздуха. Через некоторое время эта часть воздуха отрывается от подстилающей поверхности. По форме он напоминает кольцо дыма (бублик), вертикальная скорость в центре которого в два раза выше скорости подъёма всего термика.
На место поднимающегося термика поступает окружающий воздух, образуя нисходящий поток.
Достаточно мощные термические потоки возникают над электростанциями, компрессорными станциями магистральных газопроводов и даже заводскими трубами.
Несмотря на своё название, термики обычно холоднее окружающего воздуха, но содержат больше влаги (водяной пар в полтора раза легче).
Физическая природа термиков — возникновение локальной термической неустойчивости в приземном слое в результате чего возникает конвекция. Подтекание воздуха к центру термика в его нижней части создаёт условия для закручивание течения под действием силы Кориолиса. В северном полушарии воздух закручивается против часовой стрелки, в южном — по часовой стрелке (как в циклоне). Если этот механизм дополняется выделением скрытого тепла в результате конденсации водяного пара при охлаждении воздуха при его подъёме в центре термика, то циклонический вихрь будет интенсифицироваться. Если таким процессом охвачена значительная территория, то это локальное явление оказывается центром зарождения циклона.

## Поведение летательных аппаратов
При попадании в термик самолет испытывает воздействие аэродинамических сил, которые создают перегрузку. Пассажирами эта перегрузка воспринимается как толчки вверх и вниз, которые им объясняются наличием в воздухе «воздушных ям».
Известны случаи, когда дельтапланеристы набирали высоту над заводскими трубами, а перелетные птицы изменили маршруты и летят от одной компрессорной станции газопровода до следующей.
При входе в термик в нижней его части летательный аппарат центрируется самим потоком, при достижении верхней границы поднимающегося термика — выталкивается из него.
Можно рассчитывать на лучший подъём аппарата, если он вращается против потока (в северном полушарии правая спираль). Это объясняется тем, что в таком случае аппарат движется относительно земли медленнее и для его удержания в потоке нужен меньший угол крена.

## Свойства термиков
Вначале термики представляли в виде поднимающейся воздушной массы более или менее сферической формы, которую отождествляли с пузырями, всплывающими в окружающей среде. После проведения лабораторных опытов с термиками стало ясно, что турбулентная зона образуется только в верхней части термика, а позади него вовсе нет никакого следа.
Несмотря на своё название воздушная масса в термике имеет температуру, намного более низкую, чем окружающая среда.
Скорость восходящего потока на оси термика примерно в два раза выше скорости подъёма самого термика.
Хотя термик возникает в виде компактной всплывающей массы, спустя короткое время в его центре возникает отверстие, которое хорошо видно на экране метеорологического локатора.
Все термики считаются геометрически подобными, отличаясь только радиусом и величиной относительной плавучести, которая выражается в долях от веса вытесняемой жидкости (газа). За время, пока термик поднимается на высоту, примерно равную полутора его диаметрам, он успевает как бы вывернуться наизнанку.
Ядро термика представляет собой вращающийся тор. В верхней части термика вблизи его передней границы течение весьма нестабильно. В результате на границе термика и относительно стабильного воздуха образуются микровихри, формирующие вокруг ядра область турбулентного воздуха. Измерить частоту и силу микровихрей и направление на ядро термика можно с помощью прибора термокомпас.